# Фернан Кормон
Фернан Кормон (на френски: Fernand Cormon) е френски художник и педагог.
Роден е на 24 декември 1845 година в Париж в семейството на драматурга Йожен Кормон. Започва да рисува и става известен с картините си с исторически и ориенталистични сюжети. През 80-те години създава собствено художествено училище, Ателие „Кормон“, в което учат станали по-късно известни художници, като Анри дьо Тулуз-Лотрек, Винсент ван Гог, Емил Бернар, Луи Анкетен, Хаим Сутин, както и българи, като Никола Кожухаров и Борис Митов.
Фернан Кормон умира на 20 март 1924 година в Париж.